# Цвир, Сергей Анатольевич
Сергей Анатольевич Цвир (род. 8 февраля 1974) — российский борец греко-римского стиля, чемпион России и мира, чемпион и призёр чемпионатов Европы, участник летних Олимпийских игр 1996 года в Атланте, Заслуженный мастер спорта России. Вице-президент Федерации спортивной борьбы Москвы.

## Карьера
Выступал в полутяжёлой весовой категории. Чемпион России 1995, 1997 и 1998 годов. Чемпион (1995) и серебряный призёр (1998) чемпионатов Европы. Чемпион мира 1997 года. В 1995—2000 годах входил в состав сборной команды страны. В 2000 году оставил большой спорт.
На летних Олимпийских играх 1996 года в Атланте Цвир в первом раунде соревнований победил венгра Петера Фаркаша, а во втором уступил немцу Томасу Цандеру. В следующем раунде россиянин победила южнокорейца Пака Мюнг Сука, но затем снова проиграл, на этот раз белорусу Валерию Циленьтю и занял итоговое 10-е место.